# American Mathematical Society
De American Mathematical Society (AMS) is een professioneel wiskundig genootschap uit de Verenigde Staten.

## Geschiedenis
De American Mathematical Society werd gesticht in 1888 als de New York Mathematical Society, het geesteskind van Thomas Fiske, die onder de indruk was geraakt van de London Mathematical Society tijdens een reis naar Engeland. John Howard Van Amringe was de eerste voorzitter en Fiske werd de secretaris.
Het genootschap besloot al gauw om een krantje te publiceren, maar ze stuitten daarbij op heel wat weerstand, aangezien men dacht dat ze wilden concurreren met de American Journal of Mathematics. Het resultaat was een klein infoblad: Bulletin of the New York Mathematical Society, met Fiske als chef-editor. Het blad had snel veel bijval en kon rekenen op een hoge populariteit.
In juli 1894 kwam er een grote reorganisatie op gang en werd de naam veranderd naar American Mathematical Society. In 1951 verhuisde het hoofdkwartier van New York naar Providence in Rhode Island. Het genootschap opende in 1984 een tweede kantoor in Ann Arbor (Michigan) en een derde in 1992 in Washington D.C..
De populariteit van het Bulletin leidde algauw tot het maandelijkse krantje Transactions of the American Mathematical Society (1900) en later Proceedings of the American Mathematical Society (1994). In 1988 werd het officiële genootschapskrantje Journal of the American Mathematical Society gevormd.
De AMS telt anno 2008 ongeveer 30.000 leden.

## Voorzitters

### 1888 – 1900
- John Howard Van Amringe (1888-1890)
- Emory McClintock (1891-1894)
- George William Hill (1895-1896)
- Simon Newcomb (1897-1898)
- Robert Woodward (1899-1900)

### 1901 – 1950
- Eliakim Moore (1901-1902)
- Thomas Fiske  (1903-1904)
- William Fogg Osgood  (1905-1906)
- Henry Seely White  (1907-1908)
- Maxime Bôcher  (1909-1910)
- Henry Burchard Fine  (1911-1912)
- Edward Burr Van Vleck  (1913-1914)
- Ernest William Brown   (1915-1916)
- Leonard Eugene Dickson (1917-1918)
- Frank Morley (1919-1920)
- Gilbert Ames Bliss (1921-1922)
- Oswald Veblen (1923-1924)
- George David Birkhoff (1925-1926)
- Virgil Snyder (1927-1928)
- Earle Raymond Hedrick (1929-1930)
- Luther Eisenhart (1931-1932)
- Arthur Byron Coble (1933-1934)
- Solomon Lefschetz (1935-1936)
- Robert Lee Moore (1937-1938)
- Griffith Evans (1939-1940)
- Marston Morse (1941-1942)
- Marshall Harvey Stone (1943-1944)
- Theophil Hildebrandt (1945-1946)
- Einar Carl Hille (1947-1948)
- Joseph Walsh (1949-1950)

### 1951 – 2000
- John von Neumann (1951-1952)
- Gordon Whyburn (1953-1954)
- Raymond Louis Wilder (1955-1956)
- Richard Brauer (1957-1958)
- Edward McShane (1959-1960)
- Deane Montgomery (1961-1962)
- Joseph Leo Doob (1963-1964)
- Abraham Adrian Albert (1965-1966)
- Charles Morrey (1967-1968)
- Oscar Zariski (1969-1970)
- Nathan Jacobson (1971-1972)
- Saunders Mac Lane (1973-1974)
- Lipman Bers (1975-1976)
- R. H. Bing (1977-1978)
- Peter Lax (1979-1980)
- Andrew Gleason (1981-1982)
- Julia Robinson (1983-1984)
- Irving Kaplansky (1985-1986)
- George Mostow (1987-1988)
- William Browder (1989-1990)
- Michael Artin (1991-1992)
- Ron Graham (1993-1994)
- Cathleen Synge Morawetz (1995-1996)
- Arthur Jaffe (1997-1998)
- Felix Browder (1999-2000)

### 2001 – heden
- Hyman Bass (2001 - 2002)
- David Eisenbud (2003 - 2004)
- James Arthur (2005 - 2006)
- James Glimm (2007 - 2008)
- George E. Andrews (2009 - 2010)
- Eric M. Friedlander (2011 - 2012)
- David Vogan (2013 - 2014)